# バルタザール・ファン・デル・アスト
バルタザール・ファン・デル・アスト（Balthasar van der Ast, 1590年代 - 1657年）は、オランダの画家。静物画で知られている。

## 生涯
バルタザール・ファン・デル・アストはミデルブルフで羊毛を扱う商人の家に生まれた。生年は不明だが、1618年に25歳であったとの記録が残っているため、1593年か1594年生まれと考えられる。1609年、父親が亡くなった後、姉のマリアと、マリアの夫であるアンブロジウス・ボスハールトの下に身を寄せた。ボスハールトはファン・デル・アストを静物画の画家になるべく手ほどきをした。 同じように、ボスハールト亡き後、彼の3人の息子たちを教えたのはファン・デル・アストであった。
ファン・デル・アストはボスハールト家と共にユトレヒトに移り、その地で聖ルカ組合に登録した。 ルーラント・サーフェリーも同じころ組合に登録しており、サーフェリーの影響を受けたと思われる。 ヤン・ダーフィッツゾーン・デ・ヘームもファン・デル・アストの弟子であったと思われる。
1632年までユトレヒトで過ごし、デルフトに移り1633年6月22日にその地の聖ルカ組合に加わっている。 1633年2月に結婚し、二人の娘をもうけている。ファン・デル・アストは1657年にその地で亡くなった。

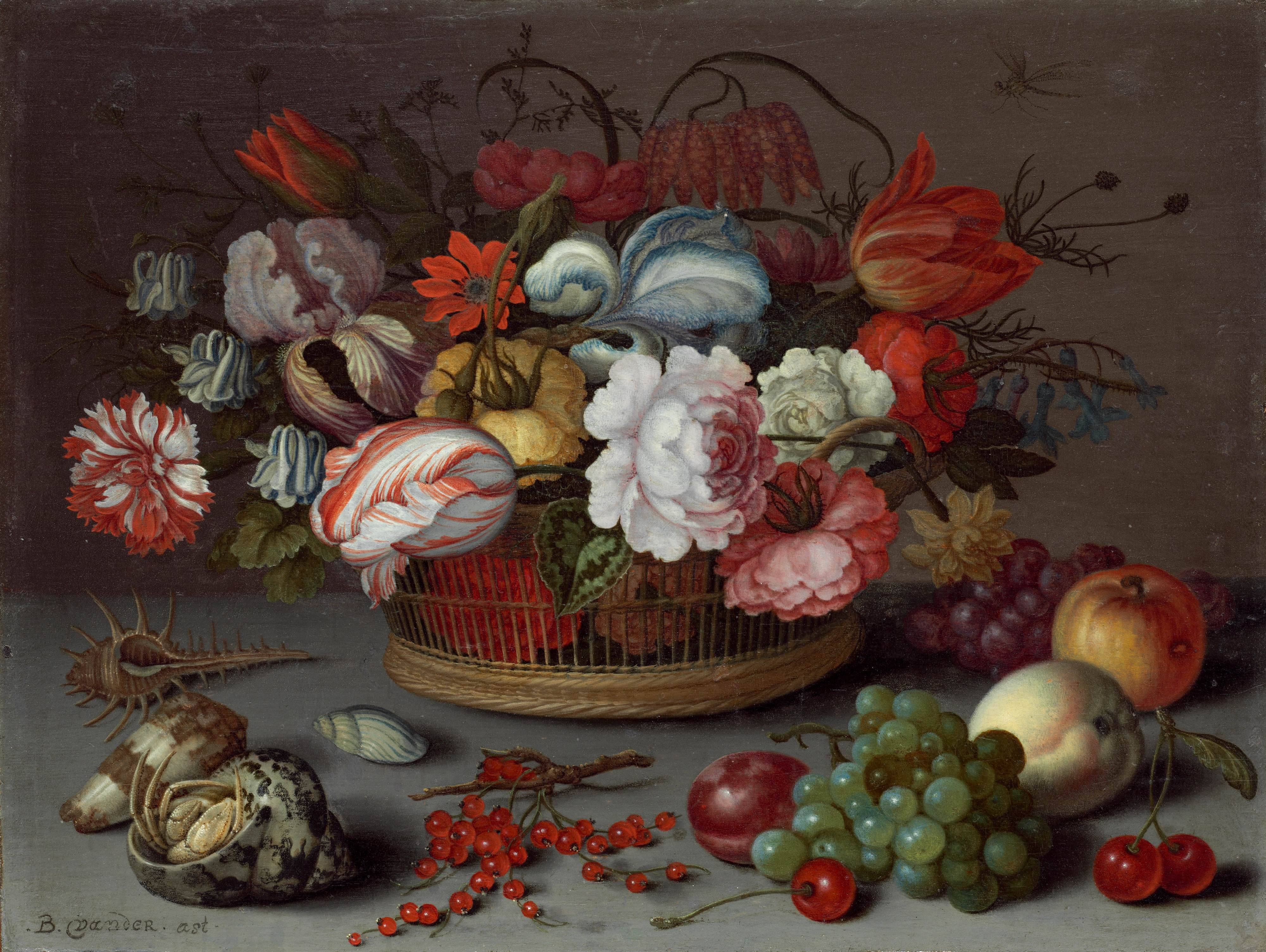
『籠に入った花』（1622年頃） ナショナル・ギャラリー (ワシントン)
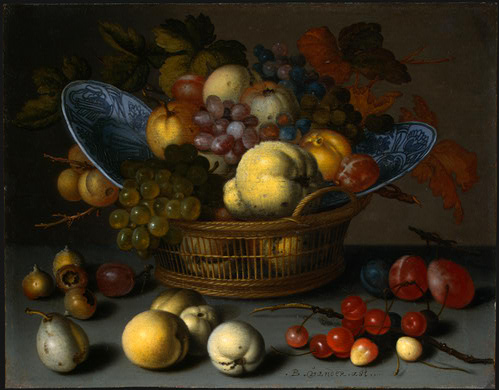
『籠に入った果物』（1622年頃） ナショナル・ギャラリー (ワシントン)
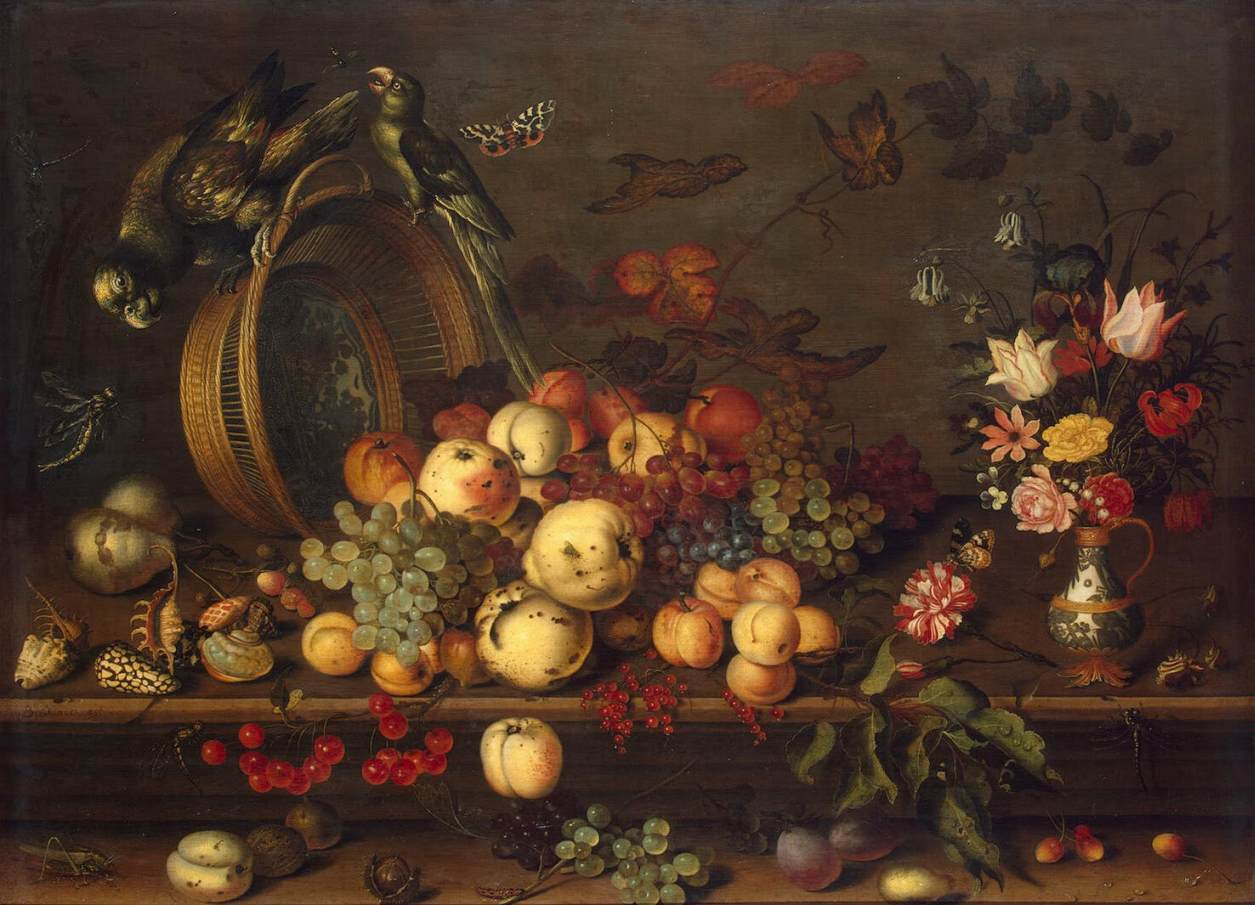
『果物、貝殻、昆虫』（1620年代） エルミタージュ美術館

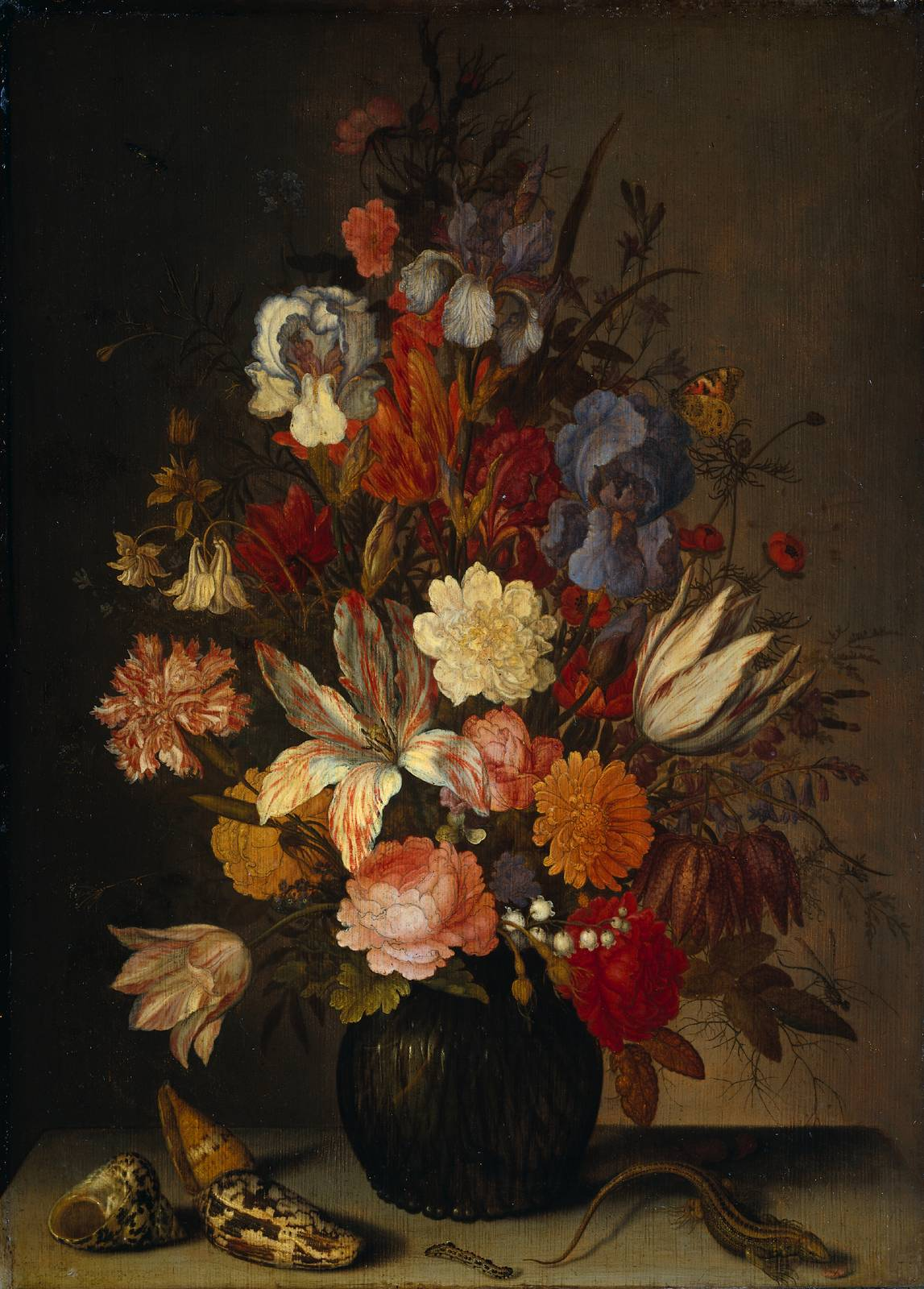
『花』（1620年代） アムステルダム国立美術館
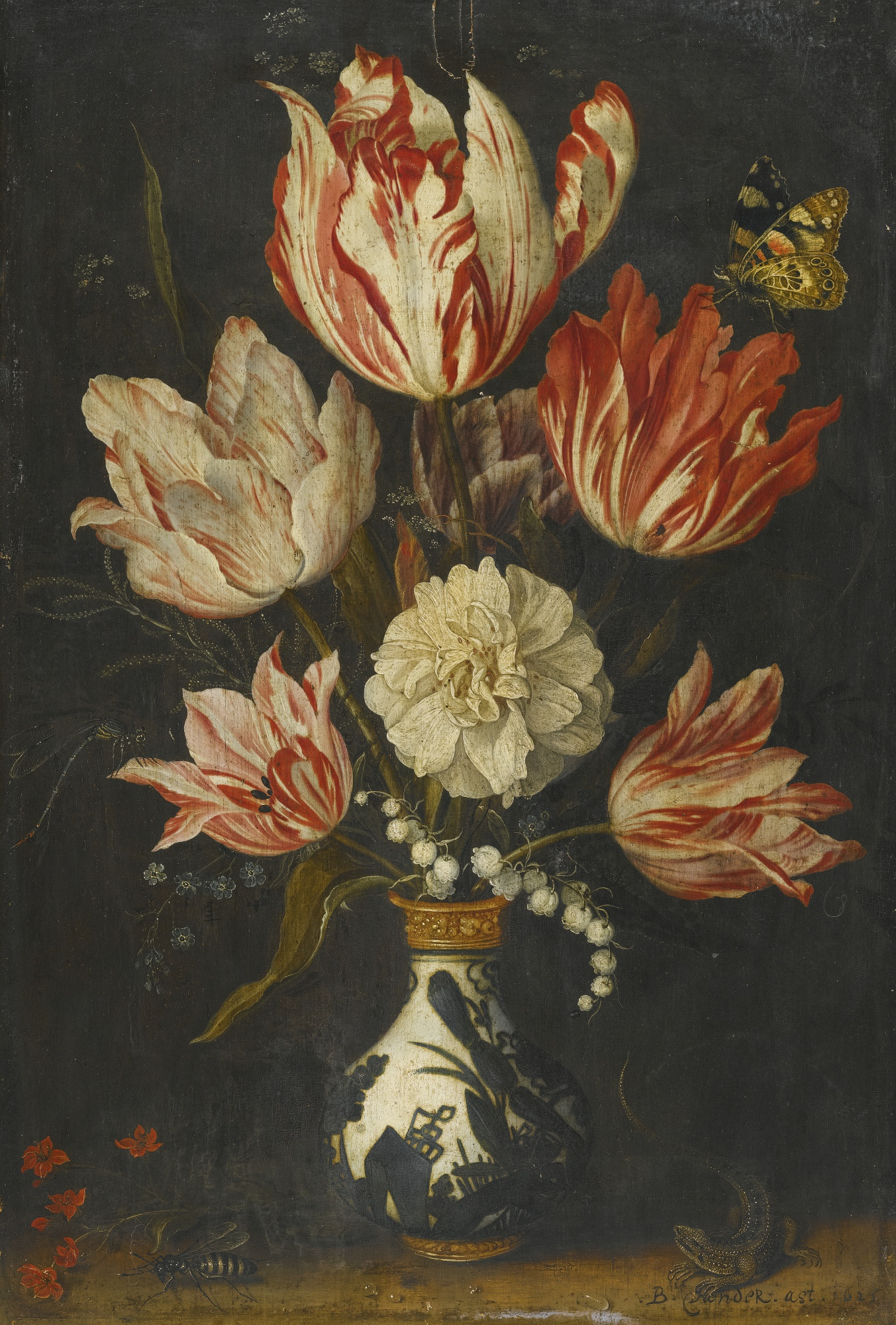
『陶器の花瓶といろいろなチューリップ』
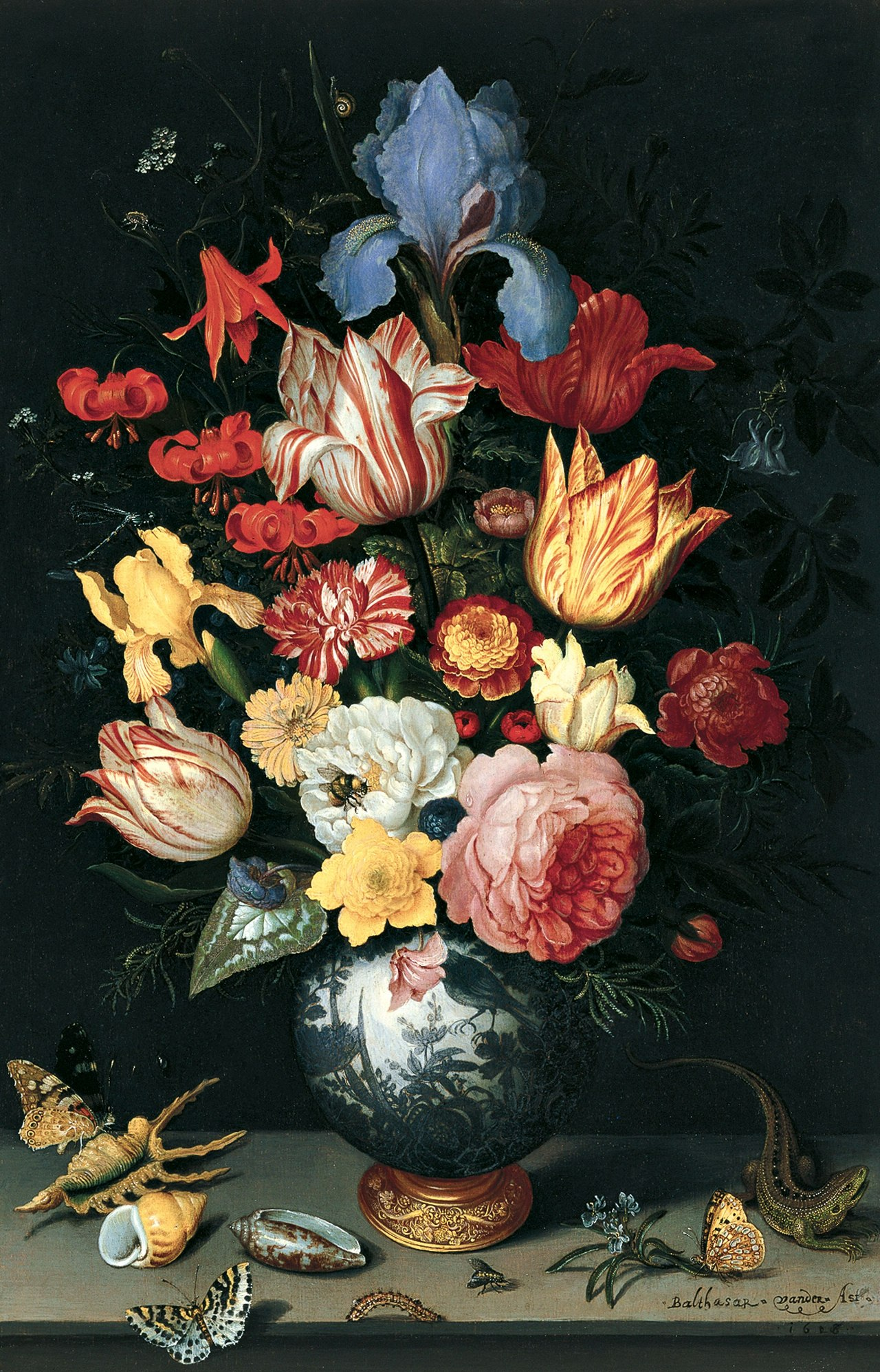
『花』
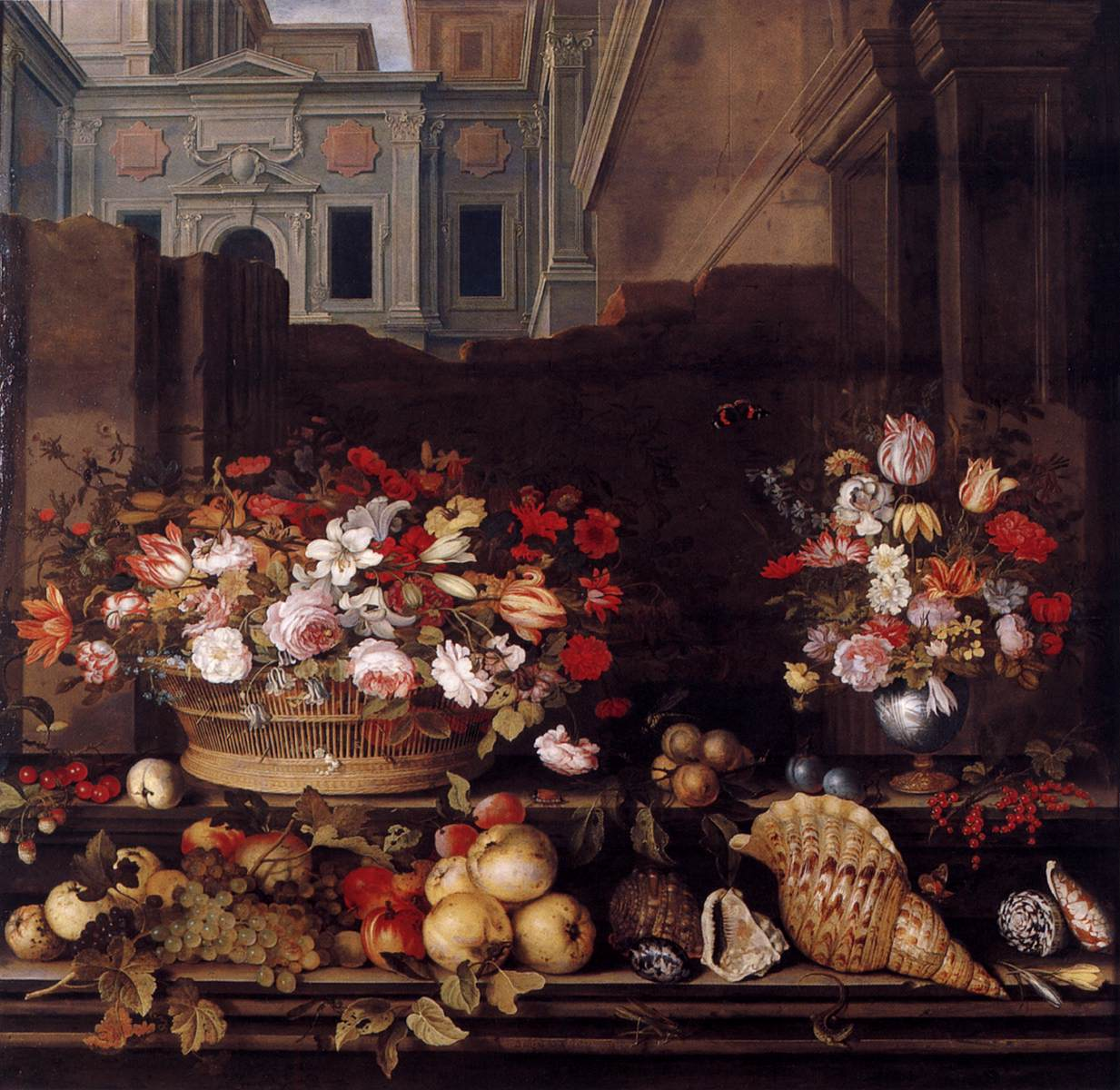